# جامعة كومبيان التكنولوجية
جامعة كومبيان التكنولوجية هي جامعة ومدرسة مهندسين عليا تقع بمدينة كومبيين بالشمال الفرنسي. تأسست الجامعة سنة 1972 من قبل جي دانييلو وتقع تحت إشراف أكاديمية أميان.
جامعة كومبيان هي العضو المؤسس لشبكة الجامعات التكنولوجية في فرنسا والمتكونة من:
- جامعة كومبيان التكنولوجية
- جامعة تروا التكنولوجية
- جامعة بلفور مونبيليار التكنولوجية

تستوحي الجامعة نظامها الدراسي من جامعة بنسلفانيا الأمريكية. يرأس الجامعة حاليا رونان ستيفان ويدرس فيها حوالي 3000 طالب منهم 15% اجانب.
في الجامعة ستة أقسام وهي:
- علوم الحاسب الآلي
- علوم البيولوجية
- علوم كيميائية
- علوم الميكانيكا
- علوم الأنظمة الميكانيكة

كما يوجد قسم الجذع المشترك وهي أول سنتين في الجامعة ويكون التعليم فيها عاما ويبدأ الاختصاص من السنة الثالثة.
- التعليم في فرنسا

## معرض صور

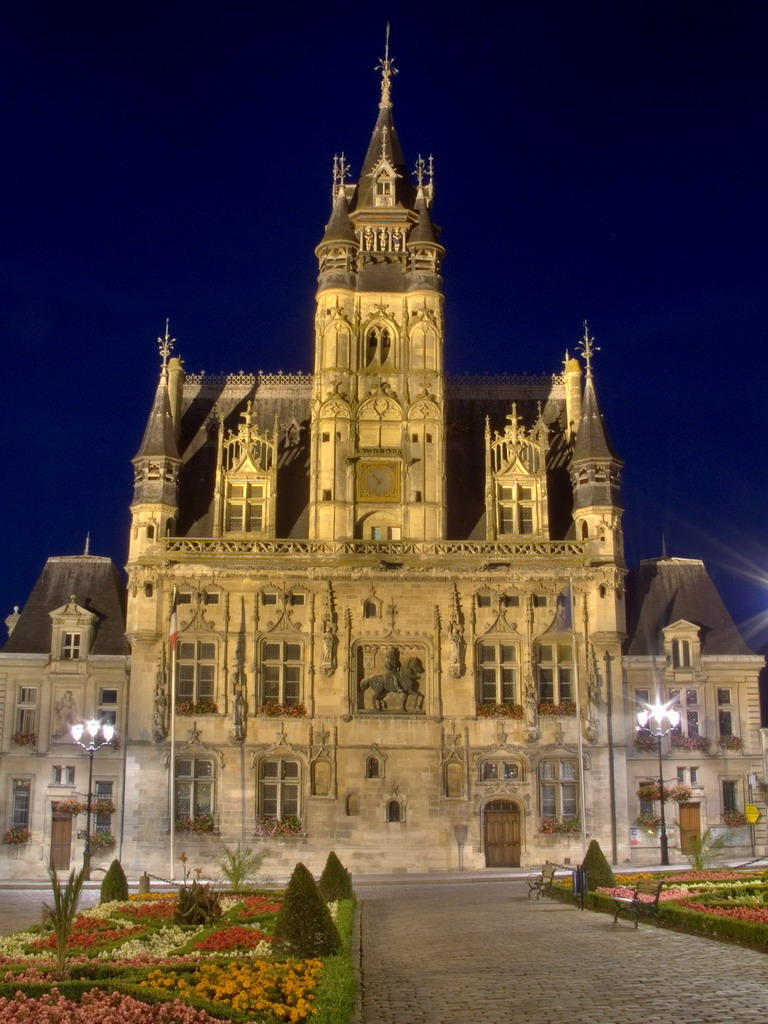
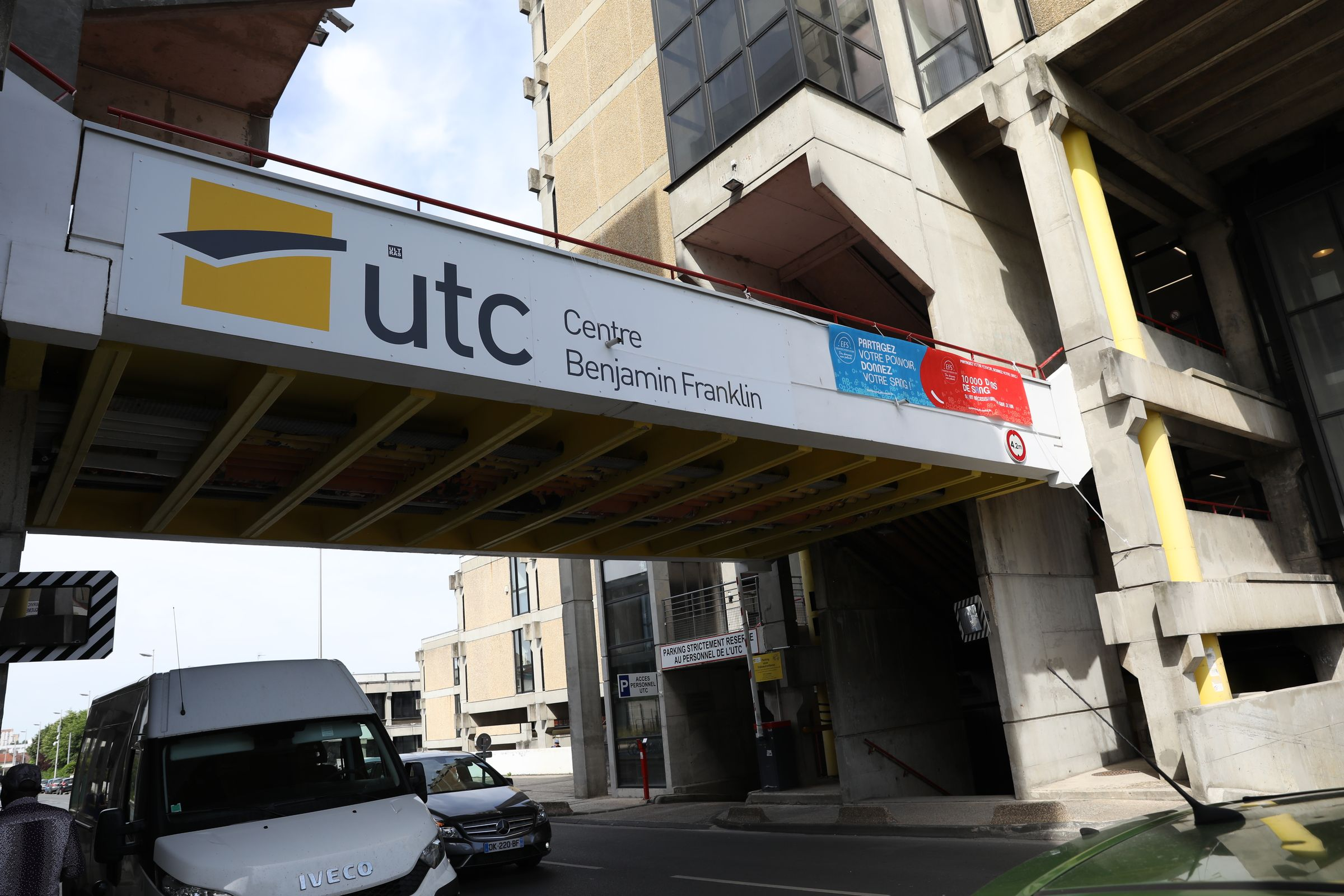
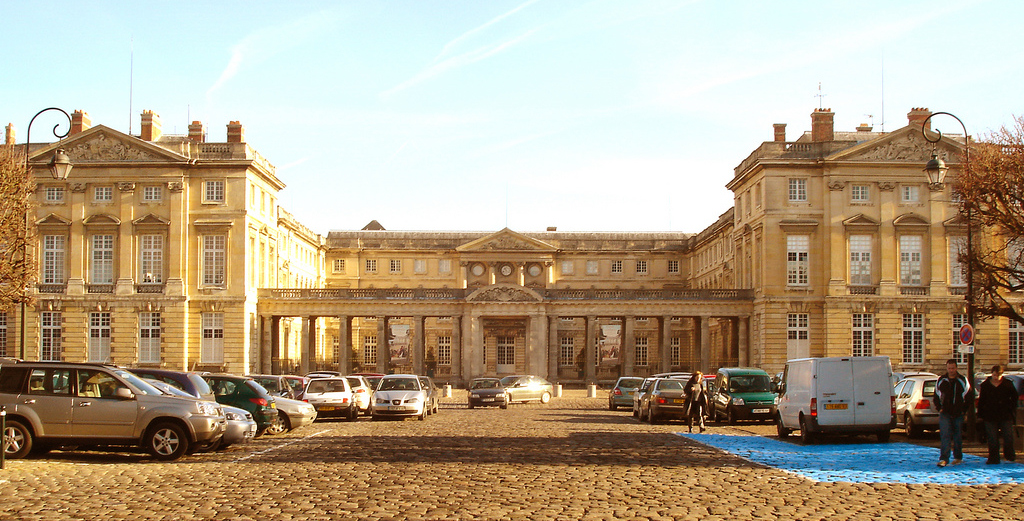
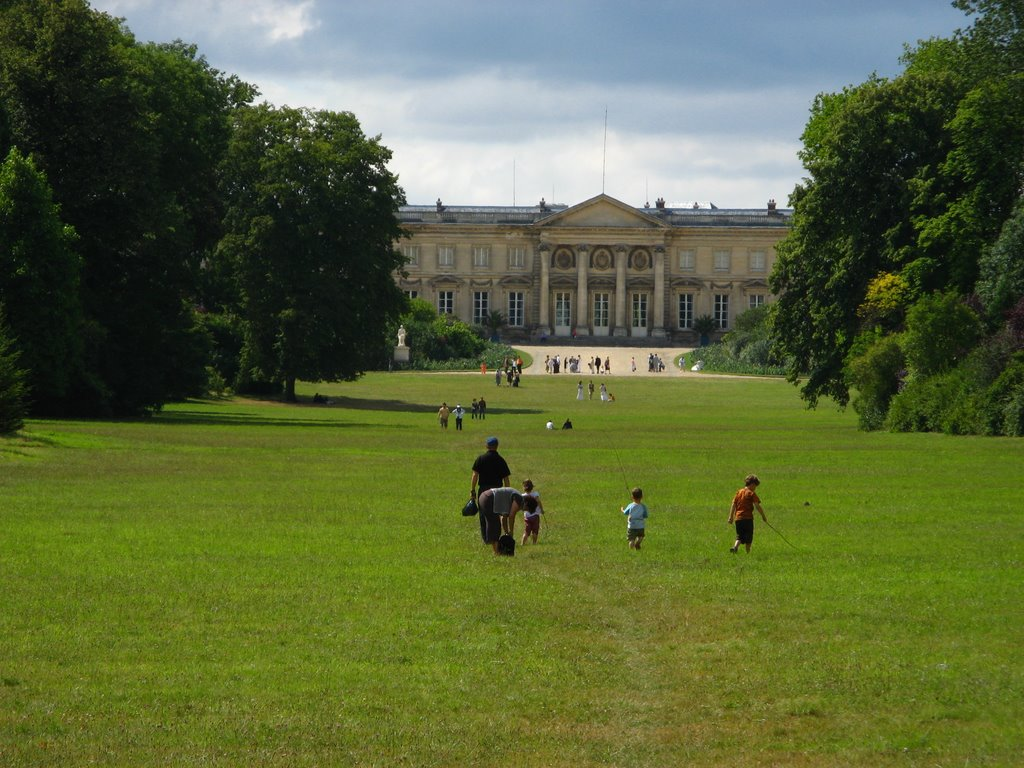
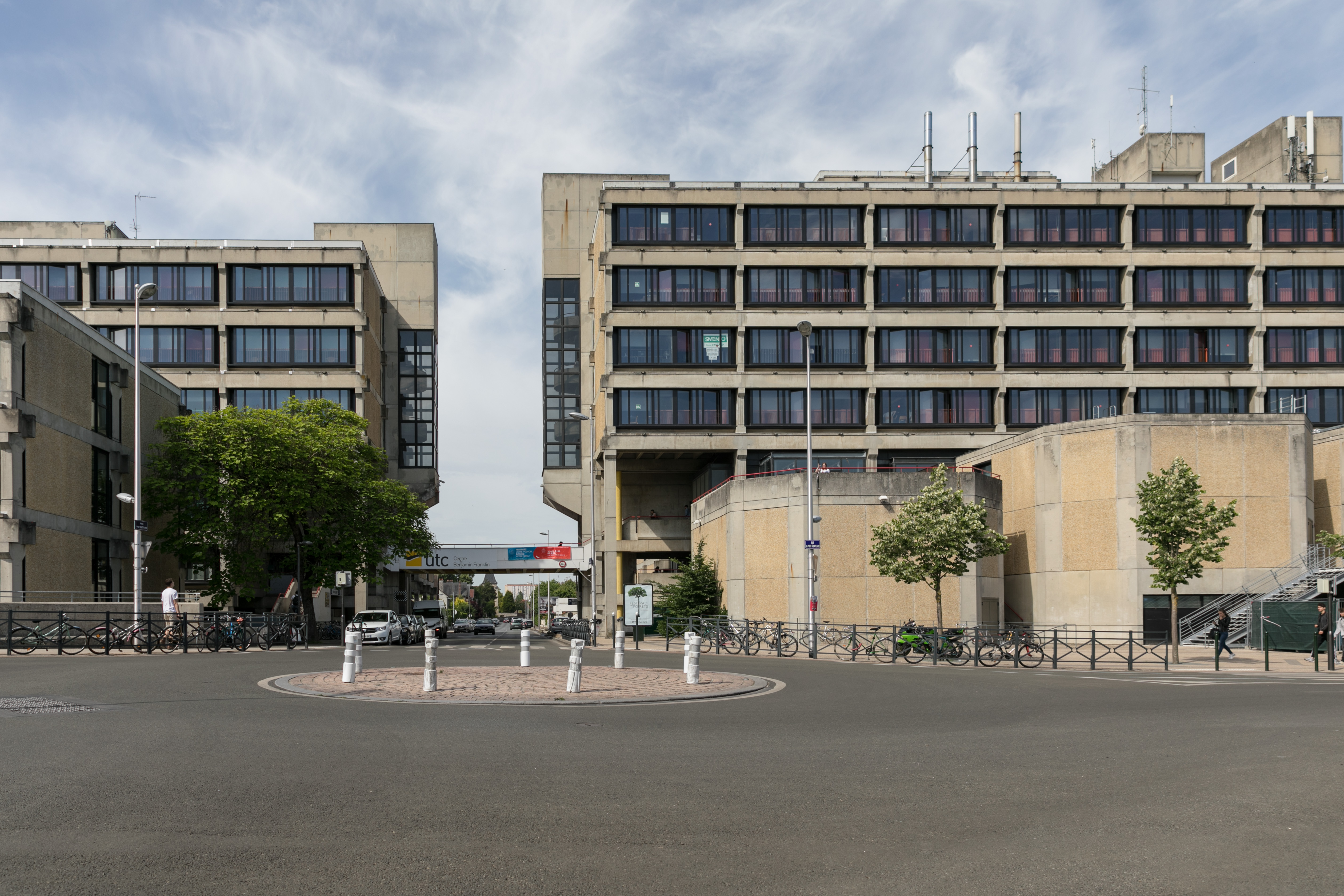
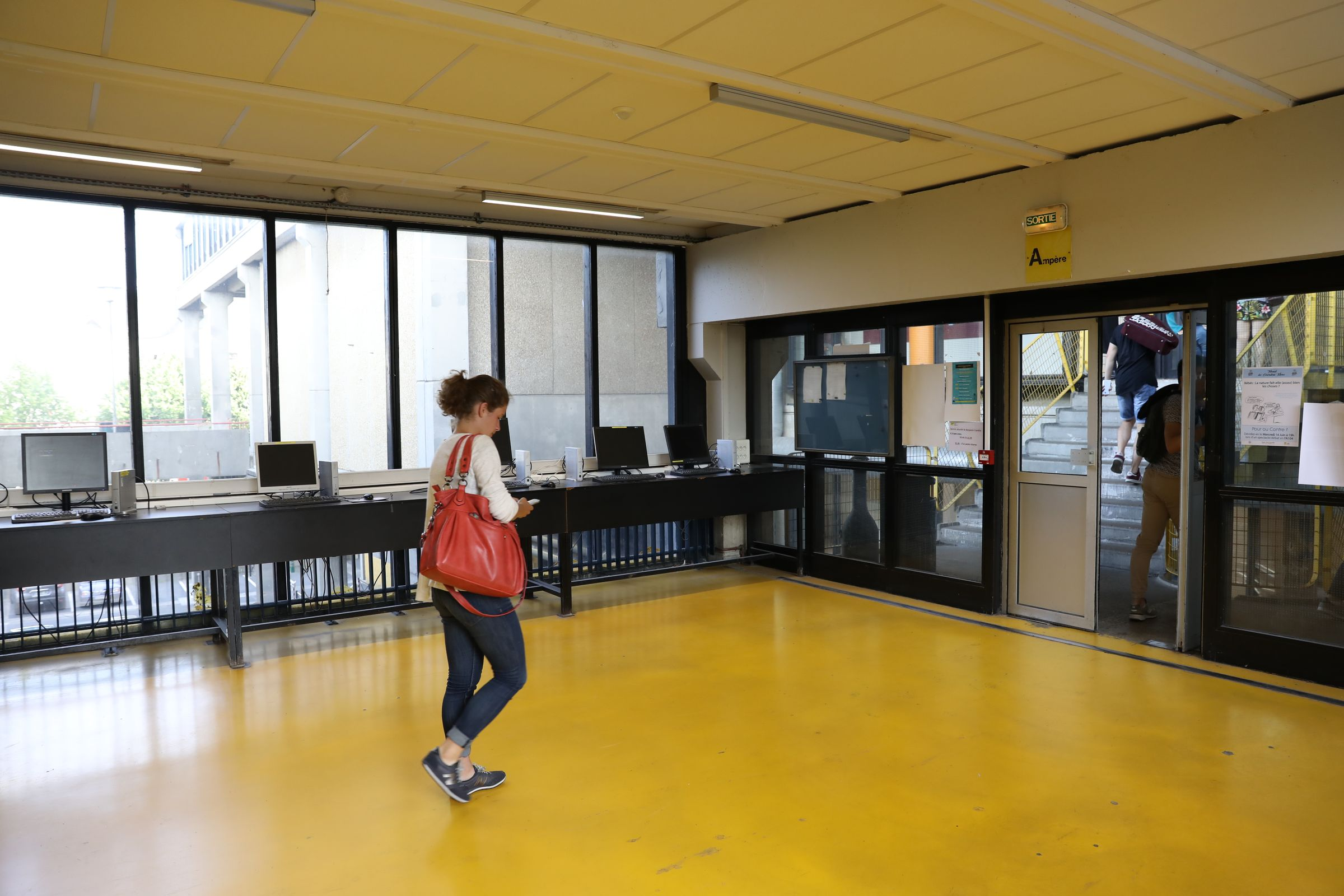

## وصلة خارجية
- موقع الجامعة